# Pan est mort
Pan est mort est un poème de jeunesse de Guillaume Apollinaire. Composé  en langue française, il est écrit en juillet 1895, alors que celui que l'on appelle encore Wilhelm de Kostrowitzky et qui signe ici « W. de K. » va entrer en classe de troisième au collège Saint-Charles de Monaco. Sonnet mettant en scène la fin du panthéisme avec l'avènement du Christ, il est dédié à Charles Tamburini, qui avait accueilli l'auteur au sein d'une congrégation religieuse.
Flore et le chaud Phébus revenaient sur la terre
Toujours les flots grondants se brisaient sur Cythère
Et la blonde Vénus adorée en ces lieux,
Dans son temple écoutait le chant des hymnes pieux.
L'Olympe s'emplissait ; le Maître du tonnerre
Mandait tous ses enfants qui venaient vers leur père :
Quelque chose d'étrange était alors au cieux,
Les puissants immortels étaient devenus vieux.
Mais tout à coup le ciel s'abime dans l'espace,
Et la race divine en un instant trépasse.
Une voix fendant l'air crie au monde confus :
"Jésus va naître enfin et son règne commence
"Il naît pauvre à Béthlem, son pouvoir est immense
"Pan, le grand Pan est mort et les dieux ne sont plus !"